# 伏允
伏允（571年—635年），一作允伏，吐谷渾第二十任统治者，他為夸吕的兒子，世伏的弟弟。

## 生平

### 即位
自其父夸吕以来长期与中原王朝和亲。597年，吐谷渾内乱，世伏被国人所杀，伏允继位，为步薩鉢可汗。遣使到隋朝，表陈废立之事。伏允依照吐谷渾“兄死妻嫂”习俗娶世伏天后隋朝宗室女光化公主为妻，隋文帝应允了。此后，吐谷渾年年朝贡不绝。但伏允常打听隋朝的情报，隋文帝非常厌恶。隋炀帝即位后，607年，伏允派使者和高昌、突厥一起向隋朝朝贡。

### 流亡
隋朝大臣裴矩出使西域回来，建议隋炀帝控制西域，首先要消灭吐谷渾。这时，伏允和光化公主的儿子慕容顺正在隋朝交聘，被隋炀帝扣留。隋炀帝为扫清中西陆路交通障碍，欲灭突厥、吐谷浑。608年，裴矩指使铁勒莫何可汗契苾哥楞攻击吐谷渾，伏允大败，来到隋朝的西平郡（今青海省乐都），隋炀帝派安德王杨雄出浇河，许公宇文述出西平接应。伏允恐惧宇文述兵强，帅众西逃，宇文述引兵追击，攻克曼头（今青海共和西南）、赤水（今青海共和县）二城，斩首三千余级，虏获吐谷渾贵族二百，百姓四千。伏允南奔雪山，其故地东西四千里，南北二千里，皆为隋朝占有。609年，伏允想重返故地，集结于凉州（治今甘肃武威）以南地区。五月，隋炀帝亲征吐谷浑，在覆袁川（今青海北俄博河）交战，伏允仅率数十骑败走，其汕头王等率众十余万降。六月，伏俟城（今青海共和铁卜卡古城）失陷，伏允逃入党项。隋朝吐谷渾在故地设置西海郡、河源郡、鄯善郡、且末郡等郡。

### 收复故土复国
隋炀帝封慕容顺为可汗，其大宝王尼洛周为辅。可是，慕容顺刚到达西平郡，尼洛周被部下所杀，慕容顺不果而还。之后，隋朝在615年之后陷入崩溃局面，伏允又恢复了吐谷渾汗国，尽复故地，并不时侵扰河西等地。唐朝建立后，唐高祖联合伏允夹击河西的李轨。唐高祖作为回报，将从江都逃回的慕容顺送归吐谷渾。他多次遣使至唐，在承风戍（今青海千户庄）与唐互市，同时多次侵扰唐朝沿边十一州。

### 死亡
622年之后，伏允听信天柱王的建议，屡次侵犯唐朝的西部边境，唐朝派大将柴绍反击。这样的侵扰持续了将近十年。634年，扣留唐朝使者趙德楷，六月，唐太宗以左骁卫大将军段志玄为西海道行军总管、左骁卫将军樊兴为赤水道行军总管，讨伐伏允，十二月，又以特进李靖为西海道行军大总管，兵部尚书侯君集为积石道、刑部尚书任城王李道宗为鄯善道、凉州都督李大亮为且末道、岷州都督李道彦为赤水道、利州刺史高甑生为盐泽道行军总管，大举讨吐谷浑。635年，伏允败走，逃到突伦碛（在今新疆且末、和田间），被部下所杀（《舊唐書》、《新唐書》说是自杀）。

## 子
- 慕容顺，趉故吕乌甘豆可汗
- 慕容尊王，伏允向唐朝为尊王求婚，唐太宗责其亲自迎亲。尊王称疾不肯入朝，唐太宗下诏停婚

## 參见
- 隋與吐谷浑之战
- 唐击吐谷浑之战